# いそうろう
『いそうろう』（Pet Peeve、1954年11月20日）は『トムとジェリー』の作品のひとつ。日本においては2025年1月1日以降パブリックドメインである。

## 概要
初めてシネマスコープ（21:9）で制作されたトムとジェリー短編作品。未対応の劇場向けに標準サイズ（4:3）でも製作された。

## スタッフ
- 監督 - ウィリアム・ハンナ、ジョセフ・バーベラ
- 製作 - フレッド・クインビー
- 作画 - ケネス・ミューズ、エド・バージ、アーヴン・スペンス
- 背景 - ロバート・ジェントル
- 音楽 - スコット・ブラッドリー

## 作品内容
大喰らいのトムとスパイク。今日も冷蔵庫を漁っては勝手に特大のハムサンドをこしらえ、骨付きハムに丸ごと喰らい付くわ、ミルクをがぶ飲みするわとやりたい放題。
一方、リビングでは飼い主の夫婦が請求書の山に頭を痛めていた。出費の大半がトムとスパイクの食事代に消えるからだ。困った飼い主はどちらか一方を追放し、出費を減らすことに決める。ドアの向こう側からこれを聞いていたトムもスパイクも、捨てられては堪らないと大慌てで飼い主夫婦に媚を売り始め、それぞれ家事をこなしてアピールする。夫婦がどちらを捨てるか言い争う中、ついに条件が決定する。「家にこれからも住めるのは、ネズミを捕まえたもの」。
こうして2匹は「ネズミ捕りの素質を持つペット」として認められるべくジェリーを巡って争う。トムがジェリーを捕らえれば、飼い主に変装したスパイクが奪い取り、スパイクがジェリーを捕まえればトムが演技巧みに奪い返し…こうしてドタバタ劇が展開される中、トムとスパイクはジェリーを追い込んでいくうちに部屋の中を散々荒らしまくったため、とうとう飼い主の怒りを買う。ジェリー争奪戦は決着を迎えぬまま、飼い主は両者とも追放することを決定する。
結局、「エサ代もかからない」という理由でジェリーが正式なペットとして認められる（ジェリーの巣の中には盗み出された大量の食糧が貯蔵されているのだが）。
一方、追放を言い渡されたトムとスパイクは飼い主から「早いとこ荷物をまとめて出て行ってくれ」と命じられると、食糧の詰まった冷蔵庫を担ぐ。「ちょっと待て！それ返せ！」と呼び止める飼い主の叫びも虚しく、2匹はそのまま冷蔵庫をかっさらい家から逃亡するのであった。

## 登場キャラクター
トム
我が家のペットとして生き残るためジェリーを必死に追いかける。だが部屋を荒らしまくった上、剣で主人のスリッパを切断する失態をやらかしてしまい、スパイク共々追放されてしまう。本作ではスパイクと仲が良い上、互角に争うなど珍しい一面を持つ。
ジェリー
トムとスパイクの奪い合いに終始振り回される。最後は「エサ代かかからない」のを理由に自身が「我が家のペット」として認められた。
スパイク
我が家のペットとして生き残る座をトムと争うべくジェリーを追いかけるが、その過程で家中を荒らし回ったために主人の怒りを買い、トム共々追放されてしまう。
飼い主の夫婦
トムとスパイクの食費に悩み、「飼うのはどちらか1匹のみとし、ネズミを捕まえた方を我が家のペットとする」方針を決定。生き残りをかけて闘ったトムとスパイクは散々家中をメチャクチャにしてしまったため、結局両方とも追放。冷蔵庫まで2匹に奪われた。最後はネズミのジェリーを（「エサ代がかからない」のを理由に）「我が家のペット」として認めている。

## 日本でのテレビ放映
TBS系列及び他系列で、1964年～1990年頃まで時折放映された。DVDにも収録（標準サイズ）。カートゥーン ネットワークでは2010年6月1日よりリマスター化され、映像サイズも4:3になった。

## 関連事項
- こわいお手伝いさん - トムらペット達が居住権を賭けてジェリーを取り合うストーリーが本作と類似する。